# ATP St. Pölten 1999
L'ATP St. Pölten 1999, noto come International Raiffeisen Grand Prix St. Polten per motivi di sponsorizzazione, è stato un torneo professionistico maschile di tennis giocato sulla terra rossa. È stata la 19ª edizione del torneo – la decima inserita nell'ATP Tour – era della categoria ATP World Series e si è svolta nell'ambito dell'ATP Tour 1999. Si è giocato dal 17 al 23 maggio 1999 allo Sportzentrum Niederösterreich di Sankt Pölten, in Austria.
È stata la sesta edizione di questo torneo giocata a Sankt Pölten, le prime nove edizioni si erano svolte a Bari, le tre iniziali facevano parte delle Challenger Series e le sei successive erano state poste sotto l'egida del Grand Prix. Prima di approdare a Sankt Pölten, il torneo era quindi stato trasferito per quattro edizioni a Genova, dove per la prima volta è stato inserito nell'ATP Tour.

## Campioni

### Singolare
Marcelo Ríos ha battuto in finale  Mariano Zabaleta che si è ritirato sul punteggio di 4-4

### Doppio
Andrew Florent /  Andrej Ol'chovskij hanno battuto in finale  Brent Haygarth /  Robbie Koenig 5–7, 6–4, 7–5